# Mnichowy Potok (Tatry Wysokie)
Mnichowy Potok – potok w Dolinie Rybiego Potoku w polskich Tatrach Wysokich. Jest to niewielki potok. Pojawia się w prawej (patrząc od dołu) części progu Doliny za Mnichem. Następnie spływa do Nadspadów, dwukrotnie przy tym przecinając Ceprostradę. W zawalonym wielkimi głazami dnie Nadspadów zanika; w wielu miejscach można go usłyszeć, jak płynie pod głazami, nigdzie jednak nie jest widoczny. Pojawia się znów dopiero w górnej części Spadów – progu podcinającego Nadspady. Szybko rozdziela się na dwa koryta, tworząc podwójny wodospad zwany Dwoistą Siklawą. Uchodzi do Morskiego Oka.